# 라트하우스 쇠네베르크역
라트하우스 쇠네베르크역(U-Bahnhof Rathaus Schöneberg)은 베를린 템펠호프쇠네베르크구 쇠네베르크에 있는 U4의 역이다. 건설 당시 독립시였던 쇠네베르크의 재정으로 1908년부터 1910년까지 공사했고, 1910년 10월 1일 슈타트파르크(Stadtpark)역으로 개업했다. 역 설계는 에밀 샤우트(Emil Schaudt)가 담당했다. 1951년 5월 15일 현재의 이름으로 개칭되었다.

## 역사
이 역은 반지하 구조를 가지고 있으며 슈타트파르크 쇠네베르크(Stadtpark Schöneberg)와 동시기에 건설되었다. 당시의 건축 기술로는 습기가 많은 지반 아래에 지하 구조물을 건설하기 어려웠다. 따라서 다른 역을 건설하는 과정에서 생성된 골재로 토지를 매립하고, 이와 동시에 지반까지 내려 오는 70 m 길이의 콘크리트 구조물 세 개를 건설하고 그 위에 지상의 교량과 유사한 형태로 역 건물을 설계했다. 역사의 양쪽으로는 채광창이 설치되어 있어서 역 내부에서 공원을 바라볼 수 있다. 독일 내에 지어진 이러한 반지하 도시철도역은 슈피텔마르크트역 및 뉘른베르크 지하철의 오페른하우스역 정도만 있다. 역사 위와 아래에는 보행자 통로와 자전거 도로가 조성되어 있다. 역사는 건설 당시에 인기 있었던 아르 누보 스타일로 지어졌으며, 파란색과 회색이 섞인 세라믹 타일로 내부를 마감했다.
제2차 세계 대전 중이었던 1940년에 연합군의 베를린 폭격으로 역사 일부가 파괴되었고, 1945년에는 전부가 파괴되었다. 종전 이후 1951년까지 과거의 형태대로 복원되었다. 남아 있었던 파란색 타일은 베이지색으로 다시 칠해졌고, 역 대합실은 완전히 다시 건축되었다. 1973년에는 그 때까지 남아 있었던 역 출입구가 철거되고 천장이 있는 철제 구조물로 재건축되었다.

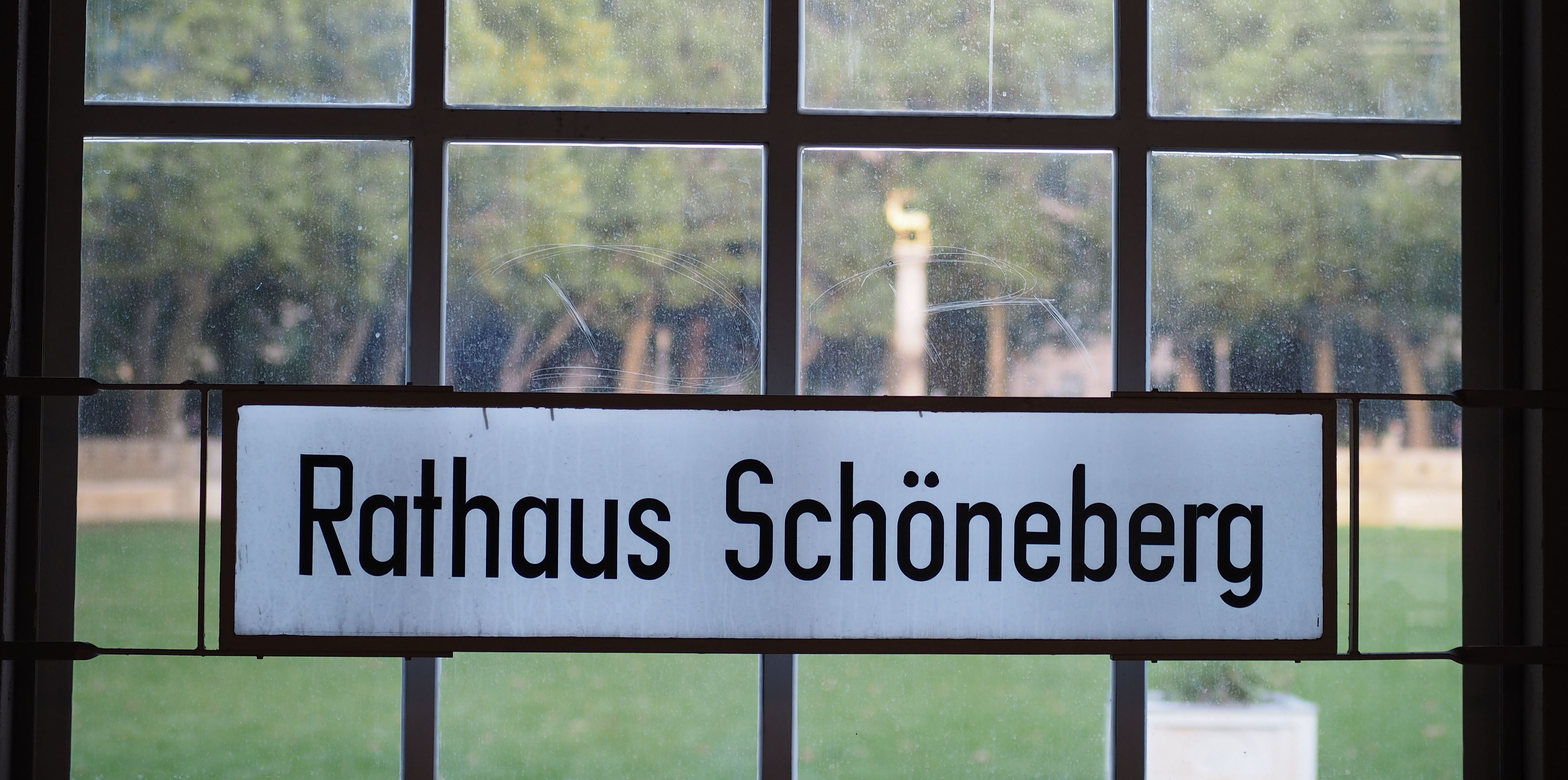
역 창문에 부착된 역명판

1981년에는 U4 노선이 완전 자동운전의 기술 시험선으로 사용되면서 놀렌도르프플라츠역과 연결된 CCTV가 승강장에 설치되었다. 1983년에는 카메라 시야 문제로 인하여 대합실 서쪽 창문을 블라인드로 막았으나, 이후에 철거되어 양쪽 모두로 채광이 가능하다.
2002년에 개보수 공사를 다시 거쳤고, 역사 진입부 대합실이 다시 건축되었다. 승강장 남쪽 끝에는 비상 탈출용 소형 계단이 설치되었다. 접근성 개선 공사를 하면서 남쪽에 있었던 비상용 계단을 정식 계단으로 개축했고, 엘리베이터를 설치했다. 엘리베이터 공사는 2022년 12월 완공 예정이다.

## 인접 철도역
| 베를린 지하철 4호선                     | 베를린 지하철 4호선 | 베를린 지하철 4호선    |
| --------------------------------------- | ------------------- | ---------------------- |
| 바이에리셔 플라츠 놀렌도르프플라츠 방면 | U4                  | 인스브루커 플라츠 방면 |

## 참고 문헌
- Sabine Bohle-Heintzenberg: Architektur der Berliner Hoch- und Untergrundbahn, Verlag Willmuth Arenhövel, Berlin 1980, ISBN 3-922912-00-1, S. 106–112.
- Biagia Bongiorno: Verkehrsdenkmale in Berlin – Die Bahnhöfe der Berliner Hoch- und Untergrundbahn, Michael Imhof Verlag, Berlin 2007, ISBN 978-3-86568-292-5; S. 129.